# 宇陀市
宇陀市（日语：／ Uda shi */?）是位於日本奈良縣東北部的城市，地處大和高原南端，南側為山區，山區多為山林地。主要市區位於屬於淀川支流的宇陀川和芳野川沿岸的平地。與奈良盆地相比，宇陀市夏季稍涼且冬季寒冷，雨量相對較多。當地以產業以農業、林業為主，特產包括吉野葛和肉用的宇陀牛，菟田野地區的毛皮革產業也很興盛。

## 人口
| 宇陀市人口分布圖 |                                               |  |
| 宇陀市與日本全國年齡別人口分布比較圖 （2005年資料） | 宇陀市的年齡、男女別人口分布圖 （2005年資料） |  |
| ■紫色是宇陀市 ■綠色是全国 | ■藍色是男性 ■紅色是女性                       |  |
| 宇陀市人口變化 \| 1970年 \| 37,963人 \| \| \| 1975年 \| 37,269人 \| \| \| 1980年 \| 41,101人 \| \| \| 1985年 \| 41,874人 \| \| \| 1990年 \| 41,736人 \| \| \| 1995年 \| 42,035人 \| \| \| 2000年 \| 39,762人 \| \| \| 2005年 \| 37,183人 \| \| \| 2010年 \| 34,227人 \| \| \| 2015年 \| 31,105人 \| \| \| 2020年 \| 28,121人 \| \| |                                               |  |
| 資料來源：日本總務省統計中心提供之人口普查數據 |                                               |  |
| 1970年 | 37,963人                                      |  |
| 1975年 | 37,269人                                      |  |
| 1980年 | 41,101人                                      |  |
| 1985年 | 41,874人                                      |  |
| 1990年 | 41,736人                                      |  |
| 1995年 | 42,035人                                      |  |
| 2000年 | 39,762人                                      |  |
| 2005年 | 37,183人                                      |  |
| 2010年 | 34,227人                                      |  |
| 2015年 | 31,105人                                      |  |
| 2020年 | 28,121人                                      |  |

## 歷史
「宇陀」的地名早在8世紀完成的日本書紀和古事記中就已經出現，在令制國時代此地即屬於大和國宇陀郡。8世紀的平安時代後，成為興福寺的莊園領地，由於位於大和國前往伊賀國、伊勢國的通道上，自大和前往伊勢參拜的旅客都會經過此地，也因此以宿場町的形式開始發展。
在16世紀之前，都屬於伊勢國國司北畠氏的勢力範圍，14世紀的南北朝時代也建立了秋山城（也稱為松山城）；江戶時代初期，曾成為福島高晴的領地，建立宇陀松山藩，同時大規模改建秋山城，並定名為宇陀松山城。但1615年大坂夏之陣期間福島高晴遭懷疑暗中幫助豐臣氏，改由織田信長次子織田信雄成為藩主，直到1695年因織田家內部發生御家騷動，被該封至柏原藩後，此後成為幕府直屬的奈良奉行或五條代管所的知行領地。19世紀末明治維新後，曾先後隸屬奈良縣、柳本縣、堺縣、大阪府，直到1887年重新恢復設置奈良縣後，才再次隸屬奈良縣。
1889年日本實施町村制，現在的宇陀市轄區在當時分屬松山町、神戶村、政始村、宇太村、宇賀志村、伊那佐村、榛原村、三本松村、內牧村、室生村、龍門村、東里村、朝倉村、初瀨村共14個行政區劃，其中前12個行政區劃在1940年代至1950年代的昭和大合併期間整併為大宇陀町、菟田野町、榛原町、為室生村四個行政區劃，而朝倉村和初瀨村在併入櫻井町後，在1969年被劃出部分區域改併入榛原町。
2006年，也是平成大合併期間，大宇陀町、菟田野町、榛原町、室生村再次整併，成為現在的宇陀市。

### 變遷表
| 1889年4月1日 | 1889年 - 1912年            | 1912年 - 1944年              | 1945年 - 1954年                  | 1955年 - 1989年              | 1989年 - 現在             | 現在                      |
| ------------ | -------------------------- | ---------------------------- | -------------------------------- | ---------------------------- | ------------------------- | ------------------------- |
| 龍門村       | 1890年9月29日 分設上龍門村 | 1942年2月11日 合併為大宇陀町 | 1942年2月11日 合併為大宇陀町     | 1942年2月11日 合併為大宇陀町 | 2006年1月1日 合併為宇陀市 | 2006年1月1日 合併為宇陀市 |
| 松山町       |                            | 1942年2月11日 合併為大宇陀町 | 1942年2月11日 合併為大宇陀町     | 1942年2月11日 合併為大宇陀町 | 2006年1月1日 合併為宇陀市 | 2006年1月1日 合併為宇陀市 |
| 神戶村       |                            | 1942年2月11日 合併為大宇陀町 | 1942年2月11日 合併為大宇陀町     | 1942年2月11日 合併為大宇陀町 | 2006年1月1日 合併為宇陀市 | 2006年1月1日 合併為宇陀市 |
| 政始村       |                            | 1942年2月11日 合併為大宇陀町 | 1942年2月11日 合併為大宇陀町     | 1942年2月11日 合併為大宇陀町 | 2006年1月1日 合併為宇陀市 | 2006年1月1日 合併為宇陀市 |
| 宇太村       | 宇太村                     | 1935年4月29日 改制為宇太町   | 1935年4月29日 改制為宇太町       | 1956年8月1日 合併為菟田野町  | 2006年1月1日 合併為宇陀市 | 2006年1月1日 合併為宇陀市 |
| 宇賀志村     |                            |                              |                                  | 1956年8月1日 合併為菟田野町  | 2006年1月1日 合併為宇陀市 | 2006年1月1日 合併為宇陀市 |
| 伊那佐村     | 伊那佐村                   | 伊那佐村                     | 1954年7月1日 併入榛原町          | 榛原町                       | 2006年1月1日 合併為宇陀市 | 2006年1月1日 合併為宇陀市 |
| 榛原村       | 1893年9月29日 改制為榛原町 | 1893年9月29日 改制為榛原町   | 1893年9月29日 改制為榛原町       | 榛原町                       | 2006年1月1日 合併為宇陀市 | 2006年1月1日 合併為宇陀市 |
| 內牧村       | 內牧村                     | 內牧村                       | 內牧村                           | 1955年4月1日 併入榛原町      | 2006年1月1日 合併為宇陀市 | 2006年1月1日 合併為宇陀市 |
| 東里村       | 東里村                     | 東里村                       | 東里村                           | 1955年2月11日 合併為室生村   | 2006年1月1日 合併為宇陀市 | 2006年1月1日 合併為宇陀市 |
| 三本松村     |                            |                              |                                  | 1955年2月11日 合併為室生村   | 2006年1月1日 合併為宇陀市 | 2006年1月1日 合併為宇陀市 |
| 室生村       | 室生村                     | 室生村                       | 室生村                           | 1955年2月11日 合併為室生村   | 2006年1月1日 合併為宇陀市 | 2006年1月1日 合併為宇陀市 |
| 室生村       | 室生村                     | 室生村                       | 1954年10月1日 山粕地區併入曾爾村 |                              |                           |                           |

## 行政
宇陀市過去在眾議院議員選舉的選舉區屬於「奈良縣第4區」，2017年代良縣的眾議員應選名額自4人減少至3人後，改屬於「奈良縣第3區」；在奈良縣議會議員選舉的選舉區則為「宇陀郡・宇陀市選舉區」（應選名額1人）。

### 歷任市長
| 屆 | 任 | 姓名     | 上任日期      | 卸任日期      | 備註                                                                                             |
| -- | -- | -------- | ------------- | ------------- | ------------------------------------------------------------------------------------------------ |
| 1  | 1  | 前田禎郎 | 2006年2月12日 | 2010年2月11日 | 原榛原町長                                                                                       |
| 2  | 2  | 竹內幹郎 | 2010年3月28日 | 2018年3月27日 | 由於配合市議會議員選舉合併舉行，延後市長選舉時程，在2月12日至3月28日期間由原副市長代理市長職務。 |
| 3  | 2  | 竹內幹郎 | 2014年4月27日 | 2018年4月26日 |                                                                                                  |
| 4  | 3  | 高見省次 | 2018年4月27日 | 2020年5月15日 | 因市議會通過不信任案，於解散市議會後仍遭新市議會通過不信任案而辭職。                             |
| 5  | 4  | 金剛一智 | 2020年6月28日 | 2024年6月27日 | 擊敗原任市長當選                                                                                 |
| 6  | 4  | 金剛一智 | 2024年6月28日 | 現任          |                                                                                                  |

## 交通
近畿日本鐵道大阪線自西側櫻井市進入轄內，通過榛原市區後，沿著宇陀川往東北進入名張市。
客運主要依賴市政府經營的宇陀市營有償巴士。

### 鐵道
- 近畿日本鐵道（近鐵）
  - 大阪線：（←櫻井市） - 榛原站 - 室生口大野站 - 三本松站 - （名張市→）

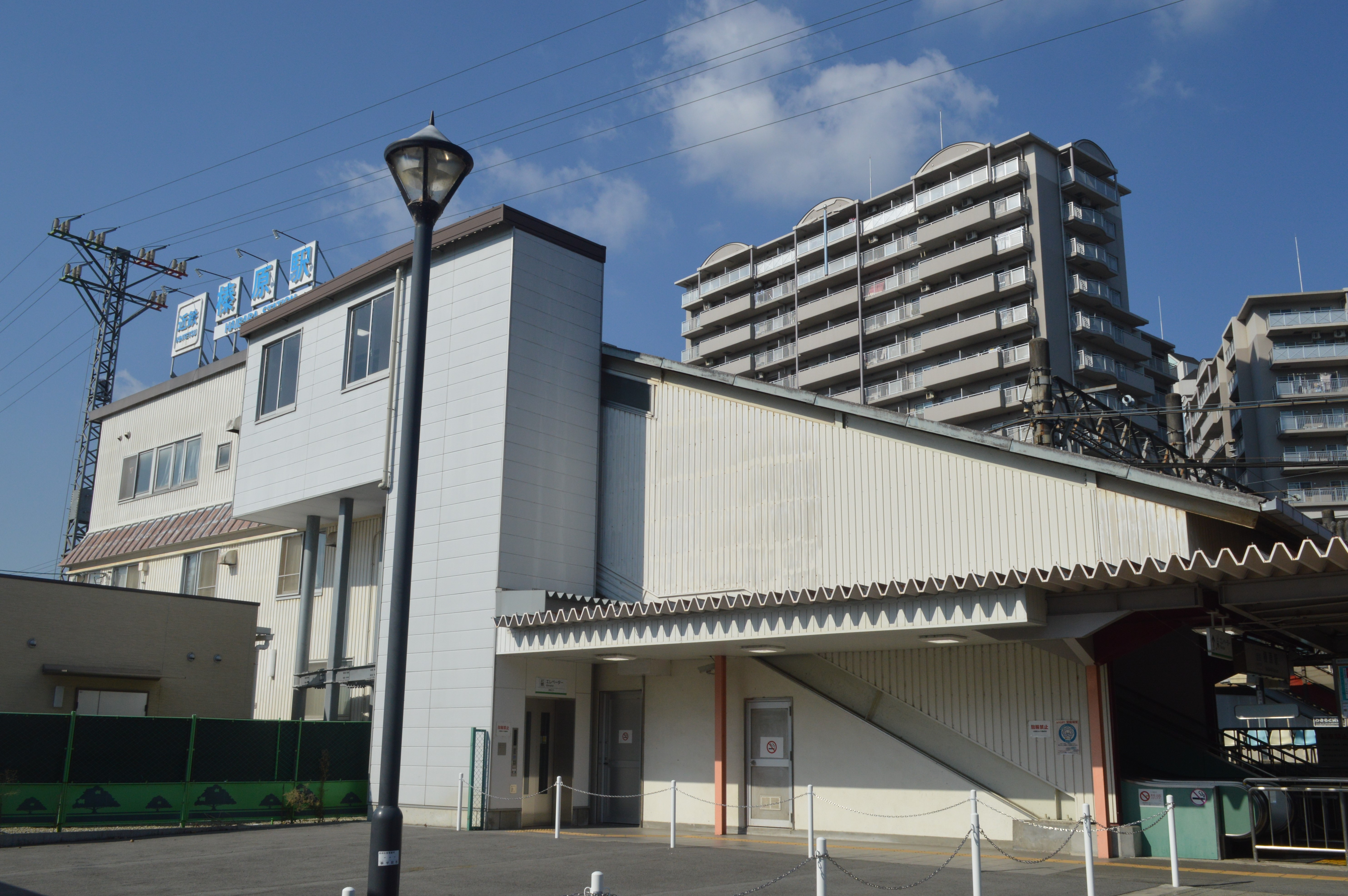
榛原車站
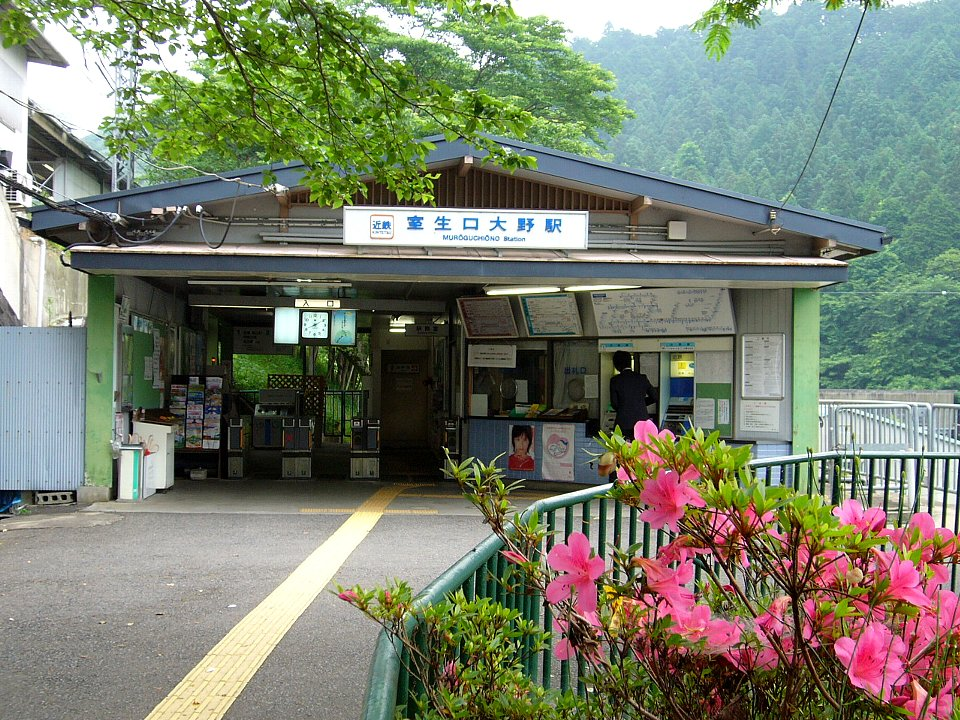
室生口大野車站
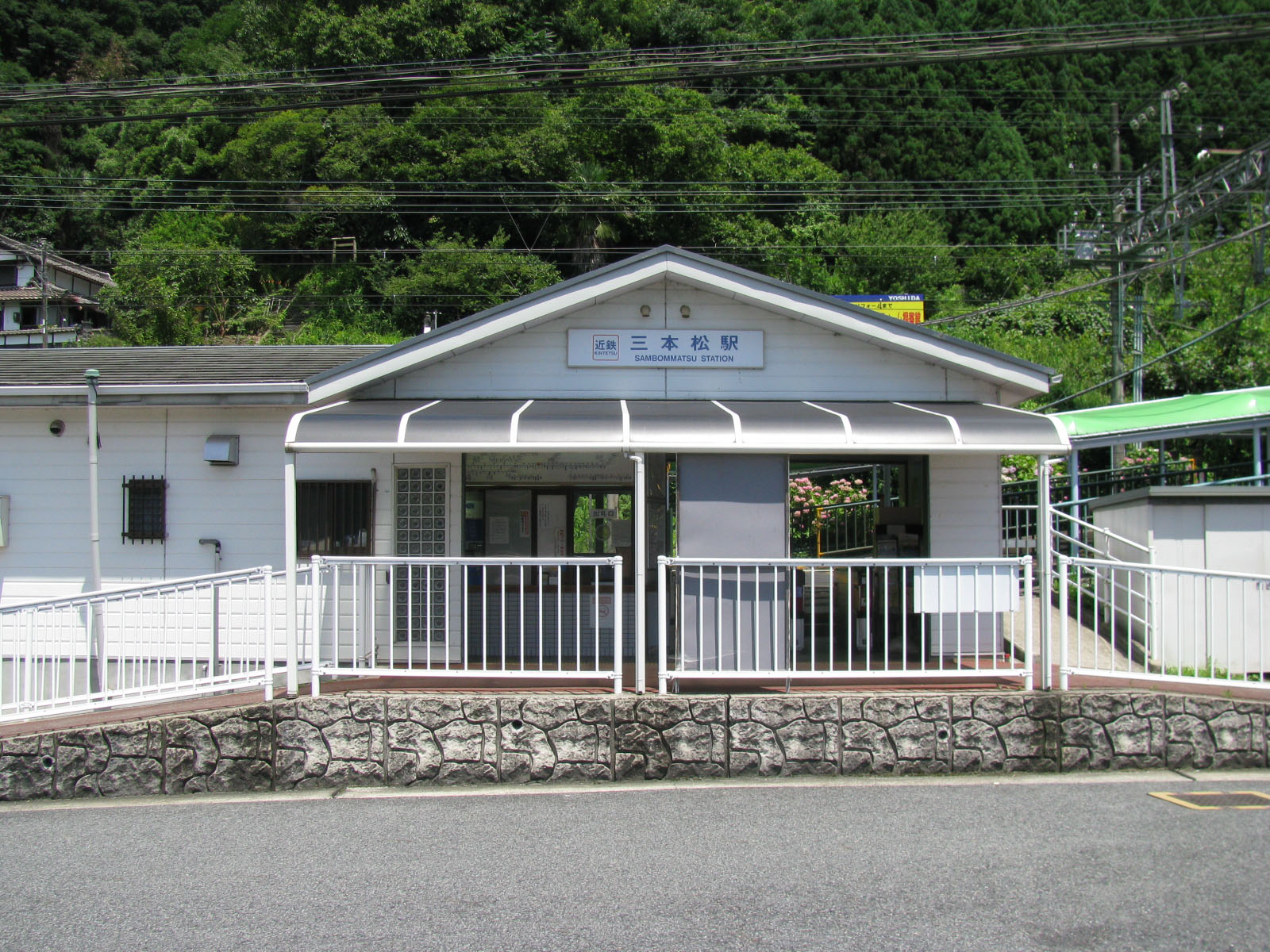
三本松車站

## 觀光資源
轄內的松山地區過去在江戶時代為宇陀松山藩的陣屋町，至今仍保有大量過去的傳統建築，因此在2006年日本政府將約17公頃的區域劃為重要傳統的建造物群保存地區，其中包括松山西口關門、日本最古老的民間藥草園－森野舊藥園已被列為國家史蹟。
位於菟田野的宇太水分神社為大和國分為東西南北的四個水分神社之一，其歷史可追溯到西元9世紀，再傳說故事中更可追溯到西元前一世紀的崇神天皇時代。其三棟本殿現也已被列為日本國寶。

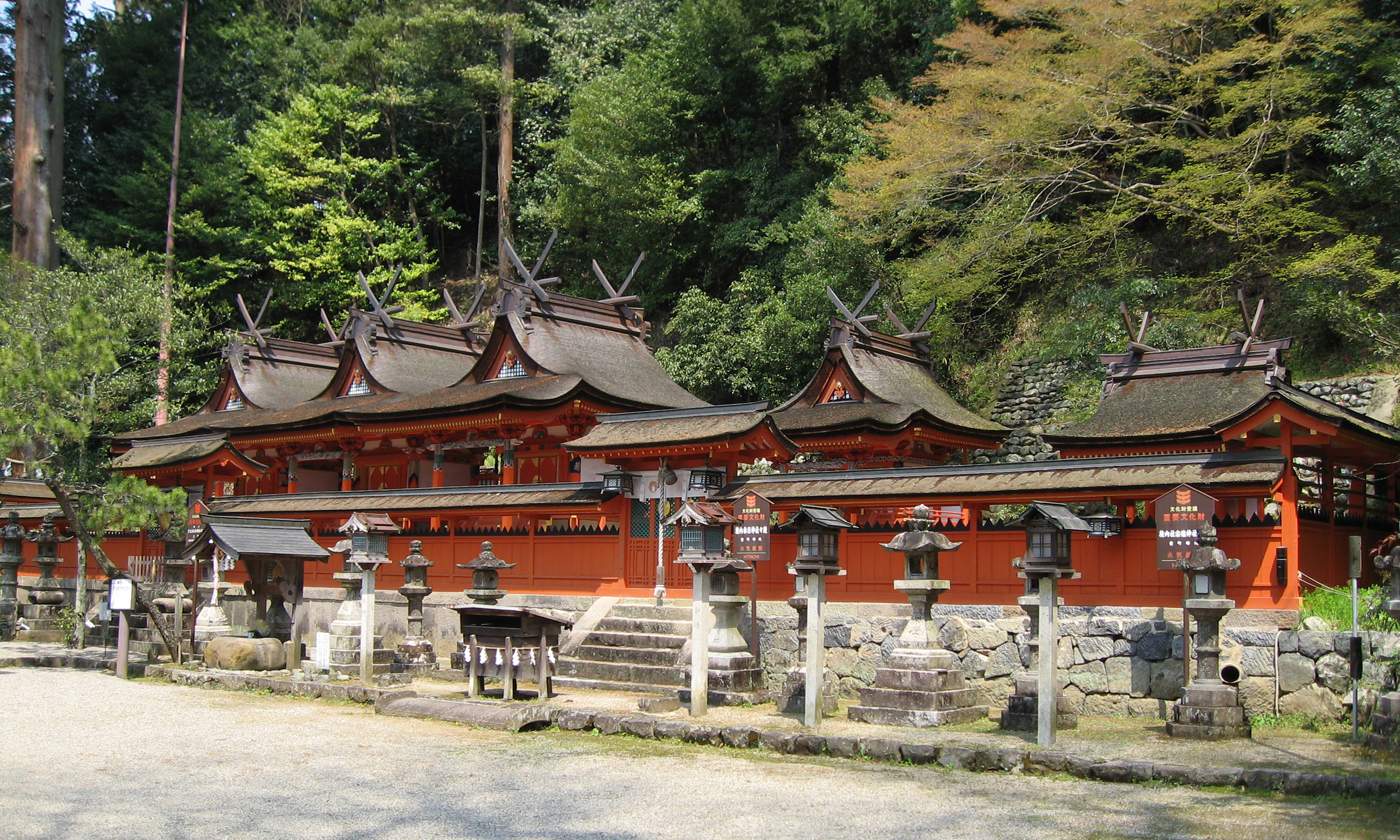
宇太水分神社上宮（國寶）
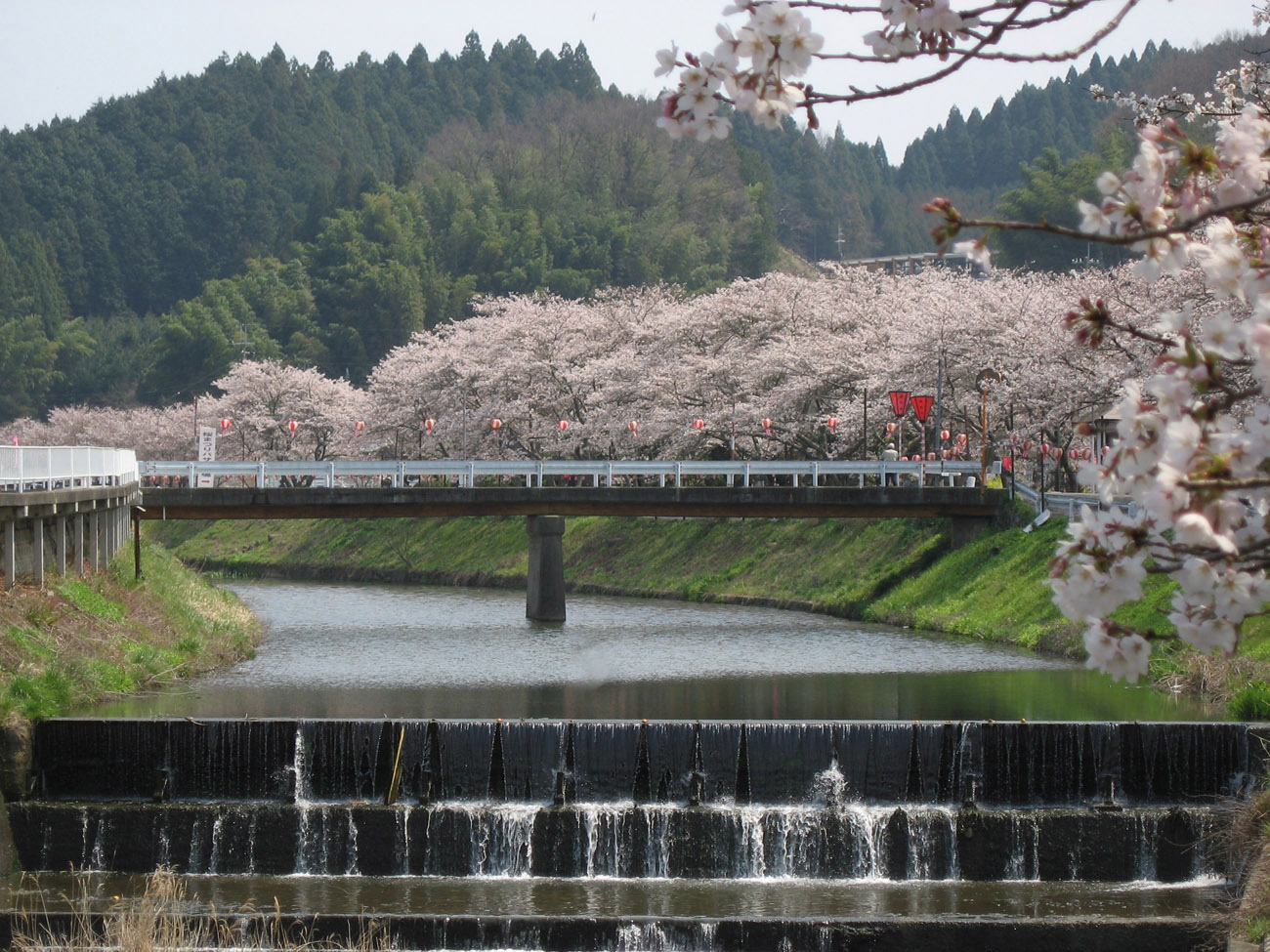
水分櫻
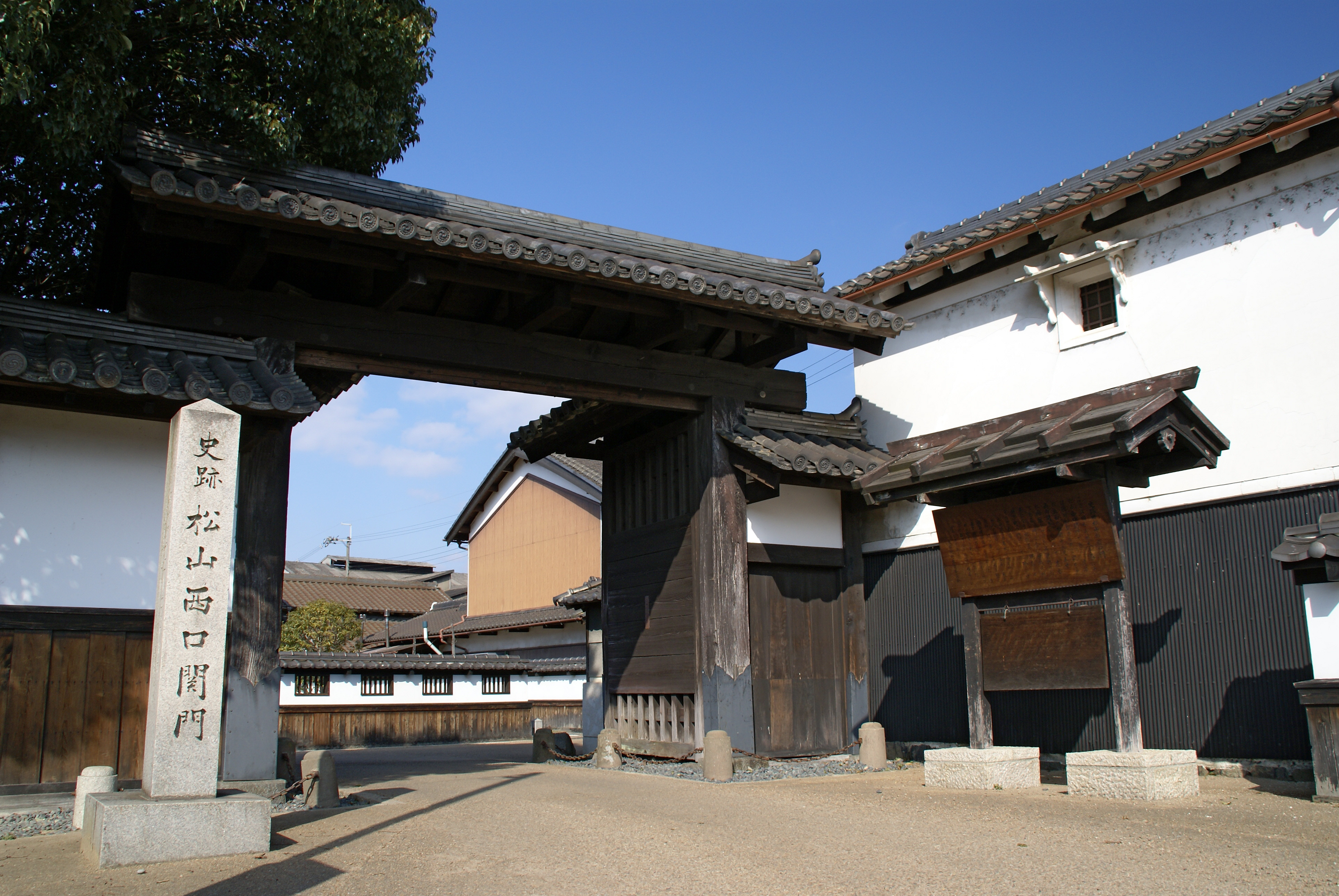
松山地區的西口關門

## 教育
轄內雖然無高等教育學校，但京都大學理學部在此設有大宇陀觀測所。
轄內的公立高中過去最多時曾有多達四所，自2000年代開始整併後，現僅存奈良縣立大宇陀高等學校和奈良縣立榛生昇陽高等學校兩所高中，但這兩所高中也已規畫將在2022年繼續整併，未來將會僅有奈良縣立宇陀高等學校一所公立高中。
但在轄區最南部的大宇陀上片岡地區，仍有一所於2015年新設立以函授課程為主的日本教育學院高等學校。

## 外部連結
- （日語） 官方网站
- （日語） 宇陀市政府的Facebook專頁
- （日語） 宇陀市的Instagram帳戶
- （日語） 宇陀市　ウッピー的X（前Twitter）
- （日語） 宇陀市　八っぴー的X（前Twitter）
- （日語） 維客旅行上的宇陀市（页面存档备份，存于）
- OpenStreetMap上有關宇陀市的地理